# MTV Europe Music Awards 2008
53°23′51″ пн. ш. 2°59′29.7″ зх. д. / 53.39750° пн. ш. 2.991583° зх. д.
Церемонія нагородження MTV European Music Awards 2008 відбулася на Echo Arena у Ліверпулі, Англія, 6 листопада 2008 року. Ведучою вечора була Кеті Перрі. Це було вдруге, коли церемонія нагородження відбувалася в Англії.

## Номінації
Переможців виділено Жирним.

### Найкращий виконавець
- Coldplay
- Леона Льюїс
- Ріанна
- Брітні Спірс
- Емі Вайнгауз

### Найзахоплююча композиція
- Coldplay — «Viva la Vida[en]»
- Даффі — «Mercy[en]»
- Кід Рок — «All Summer Long[en]»
- Pink — «So What[en]»
- Кеті Перрі — «I Kissed a Girl»

### Найкраще відео
- Thirty Seconds to Mars — «A Beautiful Lie[en]»
- Мадонна (за участі Джастіна Тімберлейка та Timbaland) — «4 Minutes»
- Керлі — «Walking on Air[en]»
- Snoop Dogg — «Sensual Seduction»
- Weezer — «Pork and Beans[en]»

### Найкращий альбом
- Coldplay — Viva la Vida or Death and All His Friends
- Даффі — Rockferry[en]
- Аліша Кіз — As I Am[en]
- Леона Льюїс — Spirit
- Брітні Спірс — Blackout

### Найкращий новий виконавець
- Майлі Сайрус
- Даффі
- Jonas Brothers
- Кеті Перрі
- OneRepublic

### Найкращий рок-виконавець
- Thirty Seconds to Mars
- Linkin Park
- Metallica
- Paramore
- Slipknot

### Найкращий цілковито урбан-виконавець[en]
- Бейонсе
- Кріс Браун
- Аліша Кіз
- Lil Wayne
- Каньє Вест

### Найкращий концертний виконавець
- The Cure
- Foo Fighters
- Linkin Park
- Metallica
- Tokio Hotel

### Найкращий європейський виконавець[en]
- Емре Айдин
- Діма Білан
- Finley
- Леона Льюїс
- Ширі Маймон

### Найкращий виконавець всіх часів
- Крістіна Агілера
- Рік Естлі
- Green Day
- Брітні Спірс
- Tokio Hotel
- U2

### Artist's Choice[en]
- Lil Wayne

### Найбільша легенда
- Сер Пол Маккартні[1]

## Регіональні номінації
Переможців виділено Жирним.

### Найкращий адріатичний виконавець[en]
- The Beat Fleet[en]
- Jinx[en]
- Елвір Лакович
- Leeloojamais
- Marčelo[en]

### Найкращий арабський виконавець[en]
- Abri
- Fayez
- Мохамед Хамакі[en]
- Кароле Самаха[en]
- Карл Вольф[en]

### Найкращий балтійський виконавець[en]
- Detlef Zoo
- Happyendless[en]
- Юрга
- Керлі
- Rulers of the Deep

### Найкращий данський виконавець[en]
- Alphabeat[en]
- Infernal[en]
- L.O.C.[en]
- Suspekt[en]
- Volbeat

### Найкращий голландський-бельгійський виконавець
- Ален Кларк[en]
- De Jeugd van Tegenwoordig[en]
- Kraak & Smaak[en]
- Pete Philly & Perquisite[en]
- Room Eleven[en]

### Найкращий фінський виконавець[en]
- Анна Абреу[en]
- Children of Bodom
- Disco Ensemble[en]
- H.I.M.
- Nightwish

### Найкращий французький виконавець[en]
- BB Brunes
- Feist
- Девід Гетта
- Sefyu[en]
- Zaho[en]

### Найкращий німецький виконавець[en]
- Die Ärzte[en]
- Fettes Brot[en]
- MIA.[en]
- Зідо
- Söhne Mannheims[en]

### Найкращий грецький виконавець[en]
- Cyanna[en]
- Matisse[en]
- Міхаліс Хадзіянніс
- Stavento
- Stereo Mike

### Найкращий угорський виконавець[en]
- Beat Dis[en]
- Gonzo
- Irie Maffia[en]
- The Unbending Trees[en]
- Žagar[en]

### Найкращий італійський виконавець[en]
- Baustelle[en]
- Фабрі Фібра[en]
- Finley
- Marracash[en]
- Sonohra[en]

### Найкращий ізраїльський виконавець[en]
- Асаф Авідан
- Infected Mushroom
- Izabo
- Kutiman[en]
- Ширі Маймон

### Найкращий норвезький виконавець[en]
- Erik og Kriss[en]
- Іда Марія[en]
- Kakkmaddafakka[en]
- Karpe Diem[en]
- Madcon

### Найкращий польський виконавець[en]
- Afromental
- Кася Цереквицька[en]
- Анна Домбровська
- Feel[en]
- Hey

### Найкращий португальський виконавець[en]
- Buraka Som Sistema[en]
- Ріта Редшо[en]
- Sam The Kid[en]
- Slimmy[en]
- The Vicious Five

### Найкращий румунський виконавець[en]
- Andra
- Crazy Loop
- Morandi
- Smiley
- Том Боксер разом із Анкою Паргель та Fly Project

### Найкращий російський виконавець
- Band'Eros
- Діма Білан
- Сергій Лазарев
- Тіматі
- Настя Задорожная

### Найкращий іспанський виконавець[en]
- Amaral[en]
- Pereza[en]
- Porta[en]
- Pignoise[en]
- La Casa Azul[en]

### Найкращий шведський виконавець[en]
- Kleerup[en]
- Lazee[en]
- Вероніка Маджіо
- Neverstore[en]
- Адам Тенста[en]

### Найкращий турецький виконавець[en]
- Емре Айдин
- Хайко Джепкін
- Хадісе
- Sagopa Kajmer[en]
- Ханде Єнер

### Найкращий новий британський-ірландський виконавець
- Адель
- Даффі
- Леона Льюїс
- The Ting Tings
- The Wombats[en]

### Найкращий український виконавець
- Бумбокс
- Друга Ріка
- Esthetic Education
- Quest Pistols
- СКАЙ

## Виступи
- Кеті Перрі — «I Kissed a Girl»
- Бейонсе — «If I Were a Boy»
- Take That — «Greatest Day[en]»
- The Killers — «Human[en]»
- Каньє Вест — «Love Lockdown»
- Естель[en] та Каньє Вест — «American Boy[en]»
- The Ting Tings — «That's Not My Name[en]»
- Кід Рок — «So Hott[en] / All Summer Long[en]»
- Керлі — «Walking on Air[en]»
- Даффі — «Mercy[en]»
- Pink — «So What[en]»
- Кеті Перрі — «Hot n Cold»

## Учасники шоу
- Sugababes — оголошення переможця у номінації MTV Europe Music Award в номінації «Найкраща пісня»
- Майкл Оуен та Анастейша — оголошення переможця у номінації Найкращий гедлайнер
- Треві Маккой та Соланж Новлз — оголошення переможця у номінації Найкращий рок-виконавець
- Крейг Девід — оголошення переможця у номінації Найкращий альбом
- Грейс Джонс — оголошення переможця у номінації MTV Europe Music Award в номінації «Найкращий новий виконавець»
- Керрі Катона та Dirk — оголошення переможця у номінації MTV Europe Music Award в номінації «Найкраще відео»
- Перес Гілтон та Кеті Перрі — оголошення переможця у номінації Найкращий виконавець
- Леона Льюїс — оголошення переможця у номінації MTV Europe Music Award в номінації «Найкращий урбан-виконавець»[en]
- Келлі Роуленд — оголошення переможця у номінації Artist's Choice[en]
- Естель[en] та Тім Кегілл — оголошення переможця у номінації Найкращий виконавець 2008 року
- Боно — оголошення переможця у номінації Найбільша легенда
- Лаурі Юльонен та Тіціано Ферро — оголошення переможця у номінації MTV Europe Music Award for Best European Act